# Яидзу
Яи́дзу (яп. 焼津市 Яидзу-си, «город Горящая гавань») — портовый город в префектуре Сидзуока (Япония). Стоит на западном берегу залива Суруга. Развито рыболовство, выращивание чая, цитрусовых. Площадь города составляет 70,62 км², население — 139 699 человек (1 августа 2014), плотность населения — 1978,18 чел./км².

## Достопримечательности
- Синтоистское святилище Яидзу-дзиндзя (яп. 焼津神社).

## Города-побратимы
Яидзу породнён с австралийским городом Хобарт.